# سربیشه
سَربیشه مرکز شهرستان سربیشه واقع در استان خراسان جنوبی است.

## گویش
گویش مردمان سربیشه لهجه و کشیدگی خاصی مانند گویش بیرجندی ندارد و برخلاف گویش بیرجندی است که در آن کلمات با مُصوت ــَــ آغاز می‌شوند و بیشتر به زبان سیستانی نزدیک است. این گویش گویشی میان گویش فارسی خراسانی و سیستانی است. آنچه گویش سربیشه‌ای را سخت کرده انتخاب واژگان اصیل فارسی دری در تکلم سربیشه‌ای‌ها است که به دلیل نزدیکی سربیشه با مرز افغانستان بوده و هنوز هم پا بر جاست.
شهر سربیشه در حاشیه شمال شرقی دشت لوت و در جنوب شرقی شهرستان بیرجند در محور بین‌المللی بیرجند- زاهدان قرار دارد. سربیشه از شمال به شهرستان درمیان، از جنوب به شهرستان نهبندان، و از شرق حدود ۱۷۵ کیلومتر با کشور افغانستان فاصله دارد. ارتفاع آن از سطح دریا ۱۸۳۹ تا ۱۹۱۲ متر و دارای آب و هوای گرم و خشک است.
شهرستان سربیشه دارای سه بخش «مرکزی»، «مود» و «درح» سه شهر «سربیشه»، «مود» و درح و چهار دهستان است.
این شهر دارای قدمت تاریخی است. وجود آثار و ابنیه تاریخی سربیشه از قبیل محوطه‌ها و تپه‌های باستانی، قلعه و خانه‌های قدیمی، غارهای با قدمت صدر اسلام و حتی پیش از آن و روستاهای تاریخی نشان‌دهنده غنای فرهنگی و سابقه تمدنی این منطقه است.
سربیشه با ویژگی‌های خاص خود از جمله نواحی مهم استان به‌شمار می‌رود که در کنار جاذبه‌های طبیعی مانند چشمه‌های آب معدنی جاذبه‌های مذهبی نیز دارد که حکایتگر قابلیت‌های فراوان گردشگری این شهر هستند. صنایع این شهر را می‌توان به دو بخشِ صنایع ماشینی و صنایع دستی تقسیم کرد. شغل بیشتر مردم سربیشه کشاورزی و دامپروری است.
مردم این منطقه با لهجه سربیشه‌ای صحبت می‌کنند. قبل از اسلام مردمان سربیشه زرتشتی بوده‌اند. اکنون مردم ساکن این شهر ، اکثریت شیعه و اقلیت از سنی ها هستند.

## جمعیت
بر پایه سرشماری عمومی نفوس و مسکن در سال ۱۳۹۵ جمعیت این شهر ۸٬۷۱۵ نفر (در ۲٬۳۶۲ خانوار) بوده‌است.

## جغرافیا
ارتفاع آن از سطح دریا ۱۸۳۹ متر و دارای آب و هوای معتدل و خشک است البته میانگین دمای سالانه آن از سایر شهرهای استان خراسان جنوبی کمتر است و برخی ایام سال جزو سردترین شهرهای کشور می‌باشد.
شهر سربیشه در ۶۵ کیلومتری جنوب شرقی شهر بیرجند و در مسیر راه بیرجند - نهبندان قرار دارد.

## نام
در مورد وجه تسمیه شهرستان سربیشه سه نظر وجود دارد. نظریه اول: در قسمت جنوب این شهر زمین آبخیز و سرسبزی وجود داشته و چون شهر در مدخل ورودی این محل سرسبز بوده به آن سربیشه گفته‌اند. نظریه دوم: این منطقه در روزگاران گذشته جنگل و محل تجمع پرندگانی مانند سار بوده‌است که به آن ساربیشه گفته‌اند و در گذر زمان به سربیشه مخفف شده‌است. نظریه سوم: چون این شهر در دشتی به ارتفاع ۱۹۱۲ متر از سطح دریای واقع شده‌است و به دلیل سردی هوا آن را سردبیشه نامیده‌اند که بعدها به سربیشه تغییر یافته‌است.

## تاریخچه
این شهر دارای قدمت تاریخی زیادی می‌باشد چنان‌که شیخ حسین آیتی بیرجندی در کتاب بهارستان نقل می‌کند: «سربیشه شهری است قدیمی که قبل از اسلام مردمان آن زرتشتی بوده‌اند». همچنین وجود گورهای گبرها در روستاهای تاریخی این شهرستان گواهی بر این است که مردمان این منطقه قبل از اسلام پیرو دین زرتشتی بودند.
همچنین در کتاب نزهه‌القلوب حمدالله مستوفی آمده‌است که ابوبکر علی ابن الحسین قهستانی ممدوح فرخی سیستانی که از علما و ادبای عصر سلطان محمود غزنوی به حساب می‌آمده از این شهر بوده‌است.
سابقه ابنیه تاریخی بخش سربیشه به صدر اسلام و قبل از آن می‌رسد و آثار تاریخی آن از قبیل محوطه‌ها و تپه‌های باستانی، قلعه و خانه‌های قدیمی، غارها و روستاها نشان‌دهنده غنای فرهنگی و سابقه تمدنی این منطقه می‌باشد.

## مشاهیر و فرزانگان

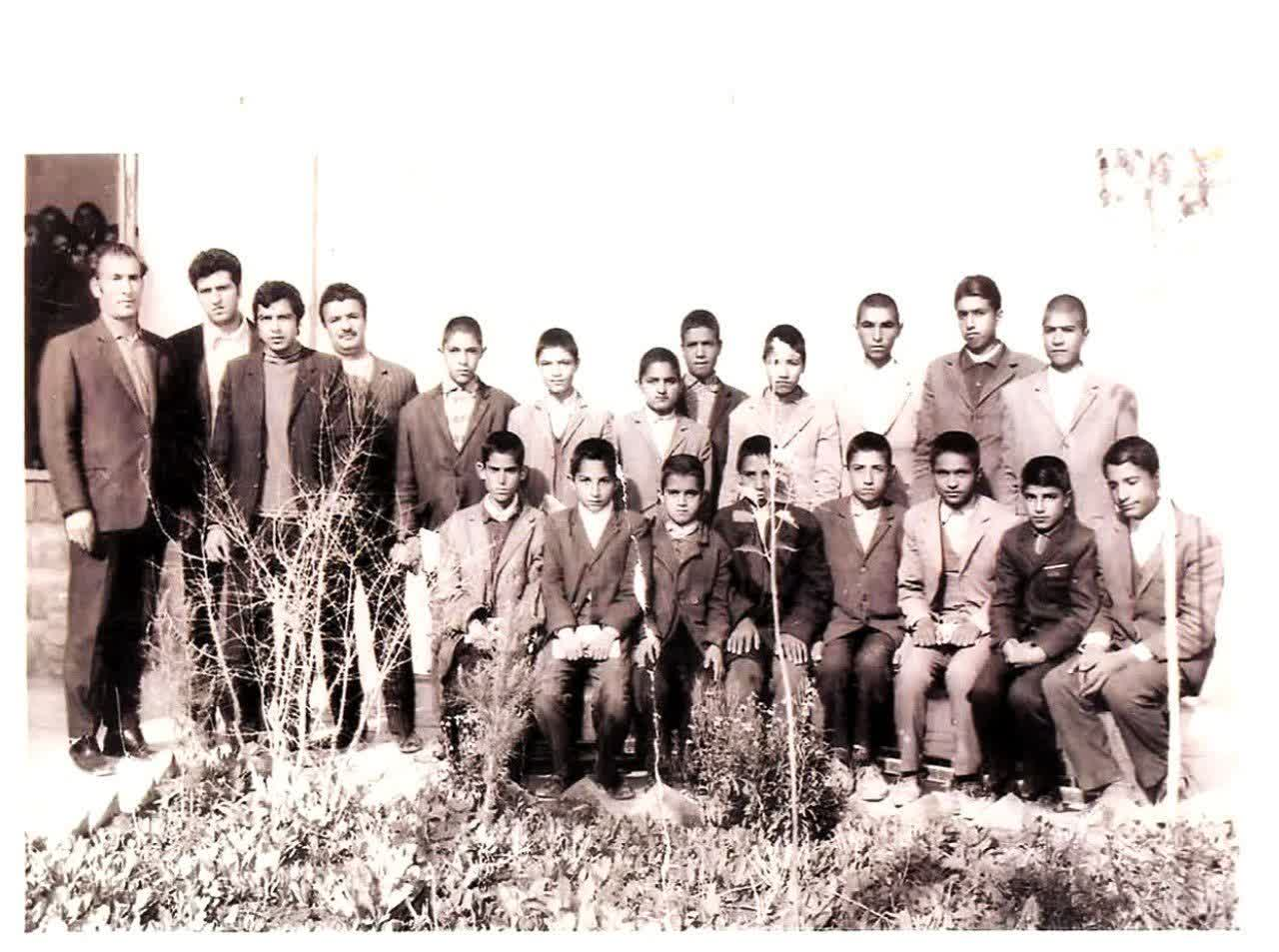
دانش آموزان مدرسه شوکتیه سربیشه سال 1340

دکتر کاظم معتمد نژاد (پدر علم ارتباطات ایران) تحصیلات: دکترای علوم سیاسی پاریس- دکتر مهدی بلالی مود (پدر علم سم‌شناسی ایران) تحصیلات: فوق تخصص توکسیکولوژی انگلیس، دکتر جمشید صباغ زاده تحصیلات: دکترای فیزیک اتمی از دانشگاه‌های آمریکا دکتر غلامرضا خزاعی تحصیلات: دکترای تخصصی پوست، دکتر اسدا… یاوری تحصیلات: فوق تخصص بیماری‌های کلیوی آلمان، دکتر محسن سربیشه‌ای تحصیلات: دکترای فیزیک بنیادی انگلستان، دکتر اسدالله زمانی پور تحصیلات: دکترای کشاورزی ، دکتر محسن عباس نژاد نویسنده و پژوهشگر علوم قرآن و حدیث (نویسنده 20 کتاب و مقاله )(مرکز کتابخانه و اطلاع رسانی دانشگاه فردوسی)
ملا محمد حسن هردنگی حاکم شرع قهستان قدیم

## اماکن زیارتی، تفریحی و جاذبه‌های گردشگری سربیشه
مزار بیبی زینب خاتون خواهر امام رضا (ع)
مزار کاهی یا همان بقعه مبارکه بی‌بی زینب خاتون (س) در شهرستان سربیشه واقع شده‌است که از مهم‌ترین مکان‌های سیاحتی و زیارتی شهرستان به‌شمار می‌آید که همه ساله هزاران عاشق و شیفته اهل بیت (ع) از آن دیدن می‌کنند. این آرامگاه متعلق به خواهر امام رضا (ع) است.

مزار سید حامد علوی: واقع در روستای چنشت، دهستان نهارجان بخش مود، در فاصله ۶۰ کیلومتری سربیشه و ۸ کیلومتری مزار کاهی قرار دارد.

غار چنشت: در دامنه کوهی مشرف به روستای چنشت در دهستان نهارجان بخش مود و در ۴۵ کیلومتری شهرستان سربیشه واقع شده‌است. وجود دو غار معروف (غار چنشت و چهل‌چاه)، سنگ‌نگاره، مزار سید حامد علوی باعث تبدیل شدن این روستا به یک قطب فرهنگی، تفریحی و مذهبی شده‌است.
چشمهٔ سید رضا (چشمهٔ سر رضا): این چشمه با نام مزار بلند مشهور است و در روستای بیژائم از توابع بخش مود شهرستان سربیشه واقع شده‌است و زیارتگاه مردم می‌باشد.

غار چهل چاه: در مجاورت غار چنشت در روستای چنشت قرار دارد.
غار چهل دختر: در سال ۱۳۷۴ در دامنه کوهی به نام چهل دختر در نزدیکی روستای کوچک کلاته آخوند که از سنگهای آهکی شکل گرفته‌است کشف شد.
روستای ماخونیک: در دهستان درح و در بخش مرکزی سربیشه در منطقه‌ای کوهستانی و در دامنه جنوبی کوه ماخونیک و در فاصله ۸۰ کیلومتری شهر سربیشه واقع شده‌است. این روستا جزء هفت روستای شگفت‌انگیز کشور است .

باغ و عمارت مود: باغ – قلعه مود به لحاظ مکانی در شهر مود و در فاصله ۲۲ کیلومتری سربیشه قرار دارد.
زیارتگاه خواجه مراد: واقع در روستای خواجه مراد، دهستان درح بخش مرکزی.
زیارتگاه سبزپوش سربیشه: واقع در روستای ماهیرود، دهستان درح بخش مرکزی سربیشه.
سنگ نگاره بیژائم : واقع در روستای بیژائم بخش مود شهرستان سربیشه (بخشی مربوط به دورهٔ قبل از اسلام و بخشی مربوط به دورهٔ اسلامی است)
مسجد جامع بیژائم: مربوط به اوایل دورهٔ قاجار
قلعه کهنهٔ بیژائم: واقع در روستای بیژائم بخش مود شهرستان سربیشه
مزار سر بریده: واقع در روستای فال، دهستان نهارجان بخش مود سریشه.
مزار: واقع در روستای حسین‌آباد گواهی، دهستان مود بخش مود سربیشه.
زیارتگاه سید معصوم: واقع در روستای شواکند، دهستان مود بخش مود سربیشه.
مسجد گنجی سربیشه: مسجد گنجی سربیشه که در حال حاضر به مسجد امام حسین شهرت دارد، در حاشیه خیابان مطهری سربیشه واقع شده‌است.
مسجد بزرگ سربیشه: مسجد بزرگ سربیشه که در حال حاضر مسجد چهارده معصوم نامیده می‌شود در خیابان مطهری در کوچه شهید رجبی مقابل مدرسه طالقانی واقع شده‌است.
مسجد پخت: در روستایی به همین نام و در دامنه رشته کوه باقران قرار دارد. این مسجد در دورهٔ زندیه ساخته شده‌است.
مسجد چهکندوک: در روستای چهکندوک درفاصله حدود ۵ کیلومتری جنوب شرقی سربیشه قرار دارد.
تپه چهکندوک: تپه چهکندوک کلاته سلیمان در شهرستان سربیشه روستای چهکندوک واقع است.
مجتمع فرهنگی ابوالفضل: که در بین بومیان معروف به مزار ابوالفضل می‌باشد، در حدود ۱۵ کیلیومتری شهر سربیشه قرار دارد که در تمام ایام سال خصوصاً روز اربعین و در روز طبیعت قرارگاه عاشقان اهل بیت محمد است.
اخیراً از شبکه مستند، مستندی در مورد سربیشه پخش شد که برای آشنایی اجمالی با این شهر دیدن این مستند بی تأثیر نیست.

## چشمه‌های آب معدنی
- چشمه آب گرم علم آباد: در شمال خاوری شهرستان و از شکاف سنگ‌های آتشفشانی از نوع آندزیت بازالت از زمین خارج می‌شود
- آبگرم گندگان: در ۱۲ کیلومتری سربیشه واقع است.
- چشمه معدنی کُلوته : این چشمه در حدود ۱۸ کیلومتری جادهٔ مود به سمت بیژائم و بشگز قرار گرفته و برای درمان برخی دردهای مفصلی و پوستی مفید است.
- چشمه آب معدنی تناک: در روستای تناک از بخش مود شهرستان سربیشه قرار دارد.
- چشمه آب معدنی سیاه دره: آب معدنی سیاه دره جنب کلاته سلیمان (بخش مود شهرستان سربیشه) واقع است که آب آن به رنگ سبز کامل است.
- مجتمع گردشگری اب درمانی آبترش: در ۳۴ کیلومتری شمال غرب سربیشه واقع شده‌است. آب این چشمه از شکاف سنگ‌های آندریت بازالت از زمین خارج شده و به دلیل خواص درمانی برای امراض پوستی مورد توجه قرار گرفته‌است و از سایر چشمه‌های دیگر شهرستان دارای امکانات بهتری نظیر استخر و فضای طبیعی بهتری است که آن را برای گردشگری در شهرستان سربیشه متمایز می‌کند